# Merkur (bilmärke)
Merkur (tyska för Merkurius, uttal: [mɛʁˈkuːɐ̯]) var ett amerikanskt bilmärke som tillverkades av Ford Motor Company och existerade mellan 1985 och 1989. Märket skapades för att konkurrera mot europeiska storbilsmärken som fått en större marknad i USA och Kanada i början av 1980-talet.
1989 lades märket ner på grund av för dåliga försäljningssiffror.

## Modeller
Merkurs modellprogram bestod totalt av två modeller, XR4Ti (introducerad 1985) och Scorpio (introducerad 1987) som respektives baserades på de europeiska bilarna Ford Sierra och Ford Scorpio, med endast mindre förändringar för att anpassa modellerna för den nordamerikanska marknaden. Alla Merkur XR4Ti-bilar tillverkades hos den tyska karossbyggaren Karmann i Rheine, Tyskland, och alla Merkur Scorpio-bilar tillverkades hos Ford Tyskland i Köln.

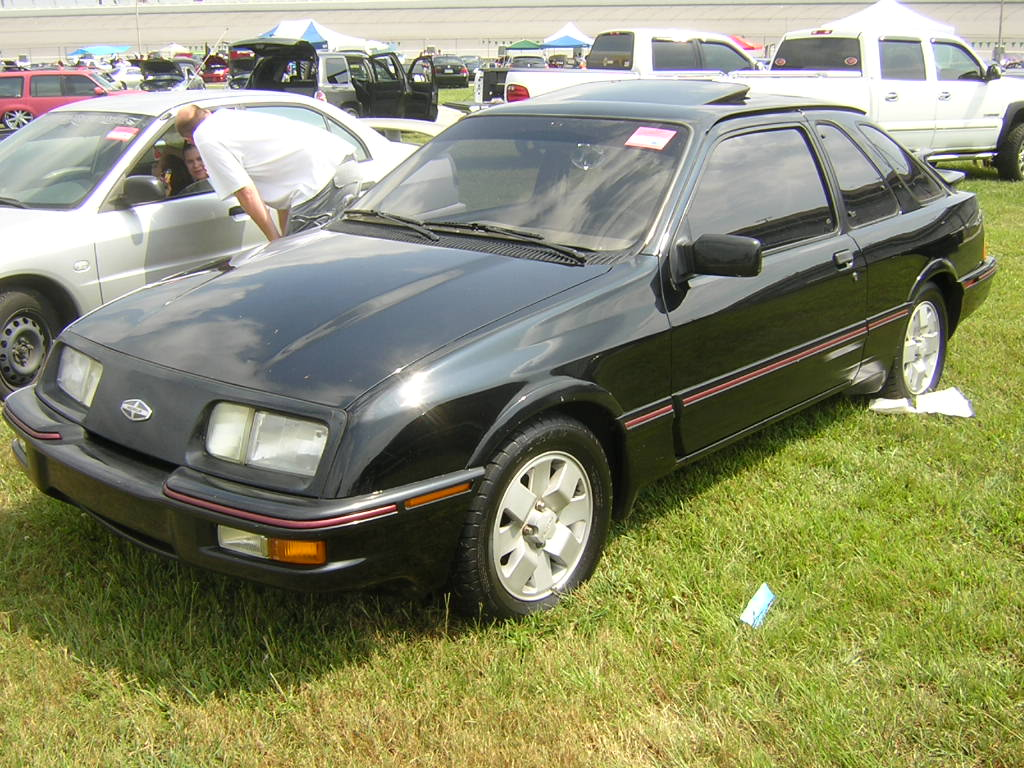
Merkur XR4Ti (1985–1989).
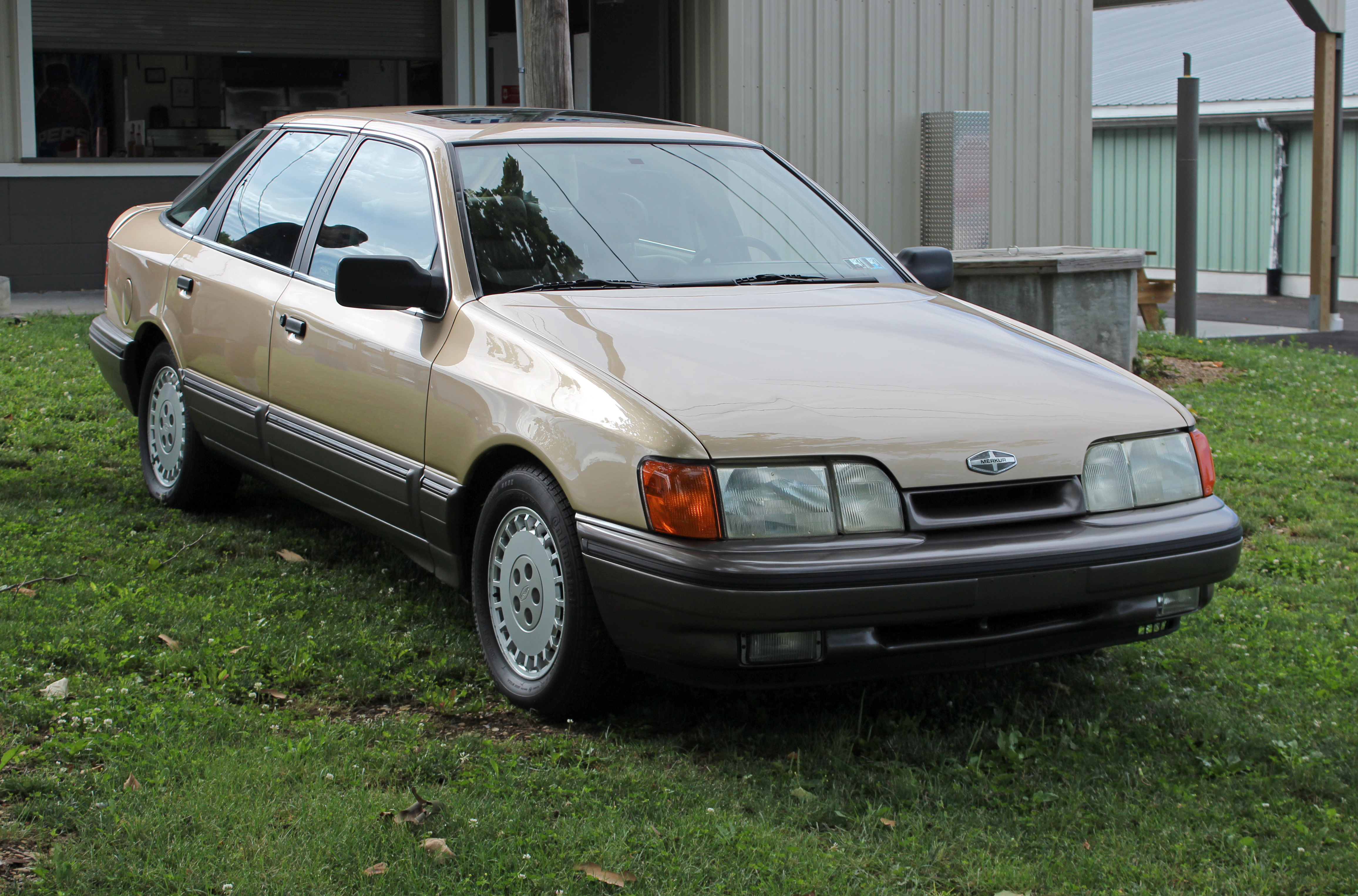
Merkur Scorpio (1987–1989).

## Merkur XR4Ti
Merkur XR4Ti var en sportig 3-dörrars halvkombi baserad på Ford Sierra XR4, som var sportmodellen av den vanliga Ford Sierra. På den amerikanska marknaden fanns redan bilmodellerna GMC Sierra och Oldsmobile Cutlass Ciera, så därför skippades namnet Sierra och bilen fick bara heta XR4i.
Medan Sierra XR4 hade en V6:a på 2,8 liter fick Merkur en 2,3-liters fyrcylindrig motor med turbo, som även användes i andra modeller inom Ford-koncernen. Den motorn hade 175 hk med manuell växellåda, men bara 145 i versionen med automatlåda. 
Karossen delades med Sierra XR4i, men med modifieringar för USA. Till skillnad från en vanlig 3-dörrars hade den C-stolpen från 5-dörrarsmodellen och en liten extra sidoruta bakom den istället för bara en stor sidoruta. Den främre sidorutan var öppningsbar. Precis som Sierra XR4 hade den också en stor dubbel bakspoiler med den ena vingen mitt i bakrutan.
För att kunna modifiera bilarna för USA tillverkades Merkur XR4i inte på det vanliga produktionsbandet, utan hos Karmann i Osnabrück. Till att börja med såldes den bara med manuell växellåda, vilket visade sig vara ett misstag på den amerikanska marknaden. När automatlådan erbjöds lossnade det en del, men Merkur XR4Ti blev ändå en sällsynt syn på vägarna.

## Merkur Scorpio

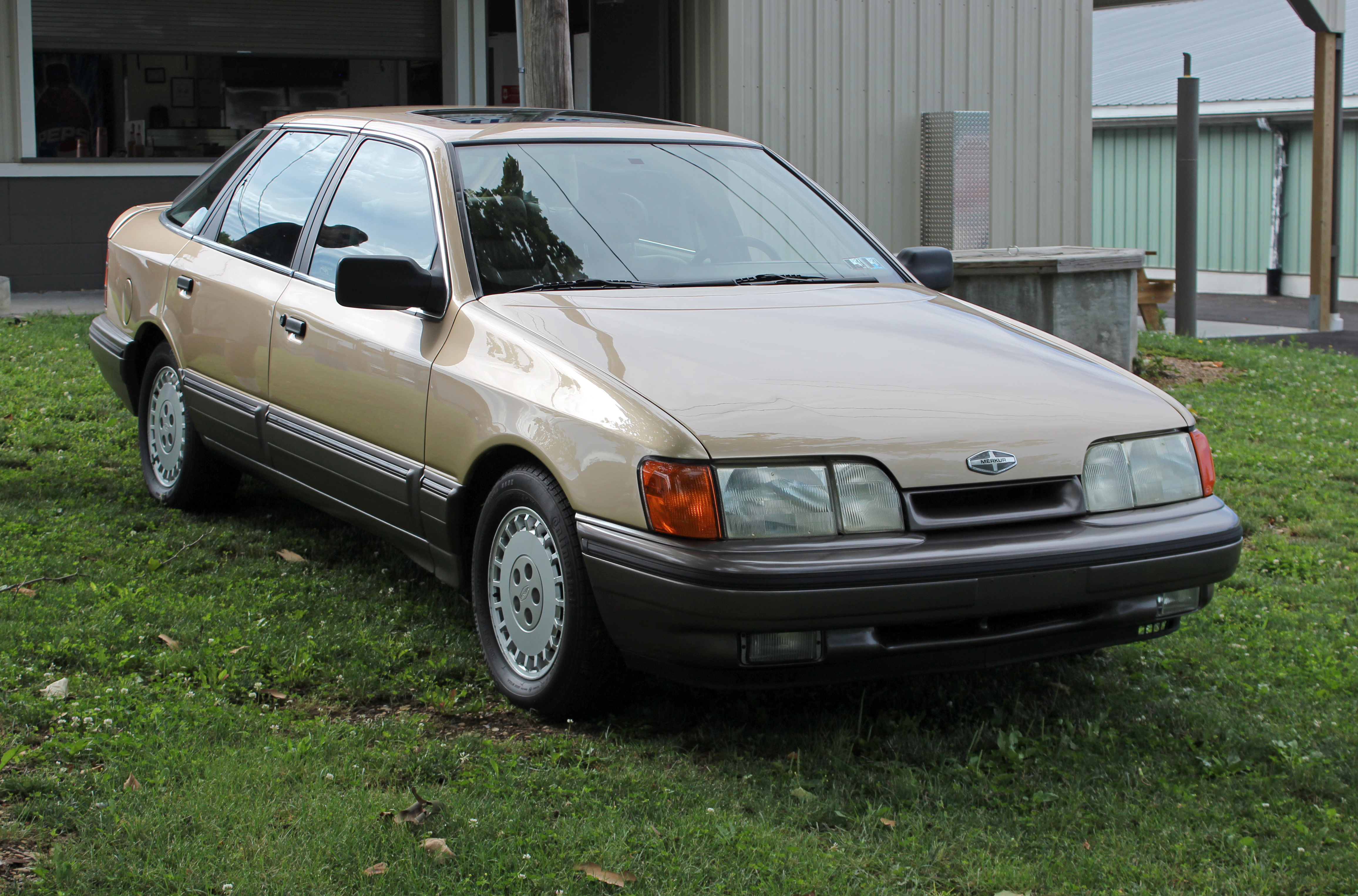
Merkur Scorpio

Merkur Scorpio presenterades i mitten av 1987 som årsmodel 1988. Det var samma bil som Ford Scorpio i Europa och tillverkades på samma fabrik. Modellen skulle bredda utbudet med en 5-dörrars halvkombi i storbilsklassen. Storleken var strax under USA-modellen Ford Taurus (dock med lite längre hjulbas). Till skillnad mot den framhjulsdrivna Taurus hade Scorpio längsplacerad motor och bakhjulsdrift. Merkur Scorpio var välutrustad och såldes även med tillbehörspaket för att förbättra utrustningen ytterligare.
De enda skillnader som fanns mot Ford Scorpio på utsidan var lite kraftigare stötfångare för att möta amerikanska lagkrav. Under skalet krävdes inga större ändringar, eftersom bilen bara såldes med en 2,9-liters V6-motor som också användes i ett par amerikanska modeller. 5-växlad manuell växellåda var standard, men en 4-stegad automatlåda var det vanligaste alternativet bilen såldes med. Denna modell såldes även av de vanliga Ford-återförsäljarna vid sidan av Fords USA-tillverkade modeller.
Merkur Scorpio blev en av de mest kortlivade bilmodellerna från Ford någonsin. Den lades ner efter 1989 års modell och därmed försvann också bilmärket Merkur, som med sina 4 år var det näst mest kortlivade märket i Fords historia (bara Edsel med sina 3 år var kortare). 

## Nedläggningen
Merkur blev inte den succé som Ford hade hoppats på, och det berodde på flera faktorer. Den västtyska D-marken stod högt i kurs under 80-talet mot dollarn och förändringar i växelkursen gjorde bilarna dyrare än man hade räknat med. En Merkur Scorpio kostade fullutrustad lika mycket som en Lincoln Towncar, som var större och lyxigare. Dessutom skärptes lagkraven på passiv säkerhet, så att alla bilar som såldes i USA måste utrustas med antingen airbags eller automatiska säkerhetsbälten. Varken Ford Sierra eller Scorpio hade airbag och det var inte förrän efterföljaren Mondeo kom som den kom med i standardutrustningen. Att modifiera det fåtal bilar som såldes i USA och Kanada under Merkur-namnet var inte lönsamt och det fanns inga andra lämpliga modeller inom koncernen att ersätta dem med. Det ledde till att märket lades ner.